# Větřní

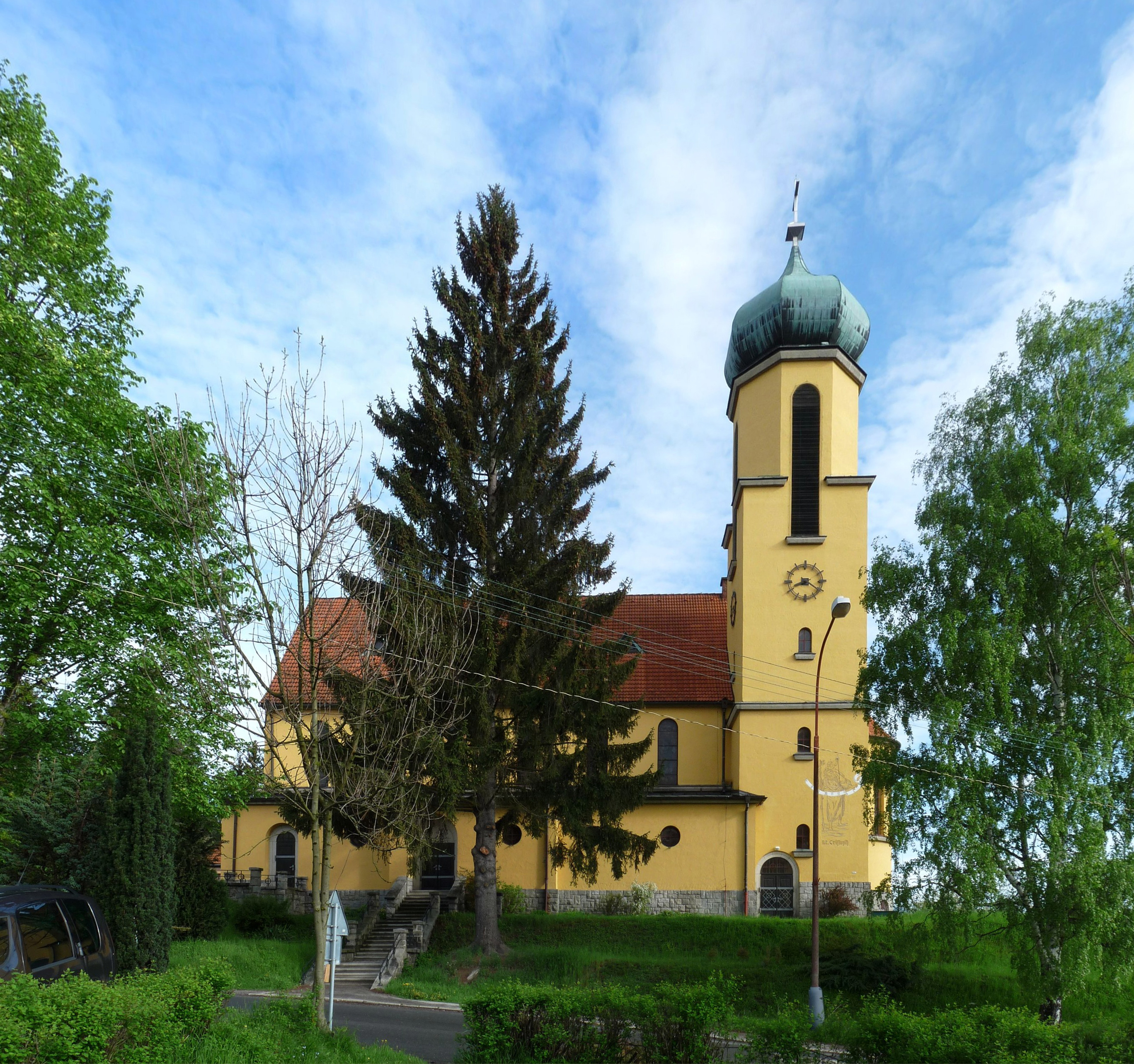
Pfarrkirche Hl. Johannes von Nepomuk

Větřní (deutsch Wettern) ist eine Stadt in Tschechien. Sie liegt fünf Kilometer südwestlich von Český Krumlov und gehört dem Okres Český Krumlov an.

## Geographie
Der Ort liegt in 607 m ü. M. linksseitig der Moldau am Westhang des 789 m hohen Větrník. Nachbarorte sind Slavkov und Mezipotočí im Westen, Jezvinec, Němče und Nové Spolí im Norden, Spolí im Osten und Lužná im Süden.

### Gemeindegliederung
Die Gemeinde Větřní besteht aus den Ortsteilen Dobrné (Zistl), Hašlovice (Hoschlowitz), Lužná (Luschne), Nahořany (Hochdorf), Němče (Niemsching), Větřní, Zátoň (Ottau) und Zátoňské Dvory (Ebenau) sowie den Ansiedlungen Dolní Němče (Unter Niemsching) und U Jakubců. Auf den Gemeindefluren liegen die Wüstungen Dolní Světlá (Unter Zwiedlern), Horní Světlá (Ober Zwiedlern), Lštín (Alsching), Metlín (Mödling), Tisovka (Distlowitz) und Záhoří (Sahorz). Grundsiedlungseinheiten sind  Dobrné, Dolní Němče, Hašlovice, Lužná, Nahořany, Němče, U lípy, Větřní, Zátoň und Zátoňské Dvory.
Das Gemeindegebiet gliedert sich in die Katastralbezirke Hašlovice, Větřní, Všeměry-Zátoň, Záhoří u Větřní und Zátoňské Dvory.

### Nachbargemeinden
| Kájov       | Český Krumlov                               |                    |
|             | Kompassrose, die auf Nachbargemeinden zeigt | Přídolí            |
| Bohdalovice | Malšín                                      | Rožmitál na Šumavě |

## Geschichte
Die erste urkundliche Erwähnung von Wetern stammt vom 7. September 1347, als Peter I. von Rosenberg seinem Kämmerer Višna verlieh. 1380 erhielt der Hof Wetern den Status eines freien Erblehns und die Rosenberger überließen den Višna von Wetern zugleich noch die Pötschmühle (Pečka). Die Višna, die sich bis zum Beginn des 17. Jahrhunderts nachweisen lassen, bekleideten hohe Ämter am Hof der Rosenberger. 1603 musste Jan Višna seinen verschuldeten Besitz Wettern mit Gollitsch (Kaliště), Mödling (Metlín) und Niemsching (Němče) an die Stadt Krummau verkaufen. Nach der Niederlage in der Schlacht am Weißen Berg verließ Višna Böhmen. Er war vermutlich der letzte dieses Adelsgeschlechts, das seitdem nie wieder erwähnt wurde.
Bis zur Aufhebung der Grundherrschaften im Jahre 1850 gehörte Wettern zu den Besitztümern der Stadt Krummau. 1870 erwarb Ignaz Spiro die Pötschmühle und baute die alte Mahlmühle zu einer Holzschleiferei um. Aus dieser entstand eine Papierfabrik, die zum größten Arbeitgeber im Ort wurde. 1880 lebten in Wettern 231 Menschen, 1910 waren es bereits 1005. Der Ort erweiterte sich und es entstanden Wohnsiedlungen für die Arbeiter. Dieser Trend setzte sich auch im 20. Jahrhundert fort und 1930 hatte Wettern, dass sich zu einer Siedlung städtischen Typs entwickelt hatte – ohne aber jemals Stadtrechte zu besitzen, 2082 Einwohner. 1892 erfolgte der Umbau der mittelalterlichen Veste zu einer Schule. In den 1920er Jahren bestanden in der Spiro-Papier- und Zellulosefabrik über 1000 Arbeitsplätze. Nach dem Zweiten Weltkrieg wurde das Unternehmen verstaatlicht.
Die inzwischen zu einer Aktiengesellschaft privatisierte Papierfabrik JIP – Papírny Větřní, a. s. ist nach wie vor das bedeutendste Unternehmen am Ort. Seit 2017 ist Větřní eine Stadt.

## Sehenswürdigkeiten
- Veste Wettern, 1892 zur Schule umgebaut
- Pfarrkirche hl. Johannes Nepomuk, von 1936 bis 1938 errichtet nach Plänen des Architekten Hans Foschum
- Kirche Johannes des Täufers in Zátoň, spätgotischer Bau aus der Zeit um 1500

## Partnergemeinden
- Lotzwil, Schweiz

## Töchter und söhne
- Walther Zifreund (1928–2005), deutscher Erziehungswissenschaftler und Hochschullehrer